# La Cruz (Corrientes)
La Cruz is een plaats in het Argentijnse bestuurlijke gebied San Martín in de provincie Corrientes. De plaats telt 8.592 inwoners.